# Bernhard Baier (Wasserballspieler)
Bernhard Baier (* 12. August 1912 in Hannover; † 26. April 2003 ebenda) war ein deutscher Wasserballspieler, Sportfunktionär und politischer Beamter.

## Sportliches
Mit den Wasserfreunden Hannover war er viermal deutscher Meister. Bei den Olympischen Spielen 1936 in Berlin gewann er Silber mit der deutschen Wasserballnationalmannschaft. Mit der Nationalmannschaft wurde er außerdem Zweiter der Europameisterschaft 1938. 1952 gehörte er mit 40 Jahren dem deutschen Aufgebot bei den Olympischen Spielen 1952 an.
Von 1950 bis 1960 war er Präsident des Deutschen Schwimm-Verbandes, danach wurde er zum Ehrenpräsidenten ernannt. 1950 war Baier Gründungsmitglied des Deutschen Sportbundes, dessen Präsidium er von 1950 bis 1962 angehörte. Er gehörte auch zum Beraterkreis des ehemaligen NOK-Chefs Willi Daume und war bis zu seinem Tod NOK-Mitglied. Von 1956 bis 1964 war er Präsidiumsmitglied des Weltschwimmverbandes (FINA).

## Berufliches und Familiäres
Während seines Studiums wurde er 1933 Mitglied der Burschenschaft Allemannia Heidelberg. Baier trat zum 1. November 1933 der SA bei. Am 8. Oktober 1937 beantragte er die Aufnahme in die NSDAP und wurde rückwirkend zum 1. Mai desselben Jahres aufgenommen (Mitgliedsnummer 4.888.521).
Der parteilose Jurist war von 1961 bis 1965 Vizepräsident und von 1973 bis 1977 Präsident des Regierungsbezirkes Hannover. Vom 5. Juli 1978 bis zum 31. August 1982 amtierte er als Staatssekretär im Niedersächsischen Innenministerium.
Baier war seit 1940 mit Gertrud Meyer (1914–1999) verheiratet, die 1936 Mannschaftsolympiasiegerin im Turnen war.
Sein Grab befindet sich auf dem Stadtfriedhof Engesohde in Hannover.